# Damián Lanza
Damián Enrique Lanza Moyano (ur. 10 kwietnia 1982 w Cuency) – ekwadorski piłkarz występujący na pozycji bramkarza w Barcelona SC.
Ze względu na pochodzenie przodków posiada również obywatelstwa argentyńskie i włoskie. Jego ojciec Enrique Lanza był argentyńskim piłkarzem, który występował w m.in. lidze ekwadorskiej. Lanza junior wychowywał się w Argentynie; do kraju swojego urodzenia powrócił dopiero w wieku dwudziestu lat.